# Costruzioni italiane serrature e affini
La Costruzioni italiane serrature e affini, meglio nota con l'acronimo CISA, è un'azienda italiana operante nel settore dei sistemi di chiusura e protezione degli accessi.
Nasce a Firenze nel 1926 da Luigi Bucci. Il marchio diviene subito noto grazie al brevetto della prima serratura elettrocomandata che rivoluziona il principio di azionamento dei portoni e dei cancelli.
CISA è presente nel mondo in oltre 70 paesi.
Dal 2 dicembre 2013 CISA è diventata parte del nuovo gruppo Allegion, che comprende marchi internazionali nel settore della tecnologia della sicurezza.
CISA è presente in Italia con sedi a Faenza e a Monsampolo del Tronto. La sede di Monsampolo è specializzata nella produzione di chiavi e cilindri.